# Regularität (Freimaurerei)
Regularität bezeichnet in der Freimaurerei die Einhaltung grundlegender Prinzipien und Kriterien, die je nach freimaurerischer Tradition unterschiedlich interpretiert werden. In der anglo-amerikanischen Freimaurerei, insbesondere durch die Vereinigte Großloge von England (UGLE) geprägt, gilt eine Freimaurer-Großloge als „regulär“, wenn sie eine anerkannte Gründung nachweisen kann (z. B. durch ein Patent einer bereits bestehenden regulären Großloge), nur Männer aufnimmt, den Glauben an ein höchstes Wesen (Supreme Being) voraussetzt und bestimmte rituelle Vorgaben einhält. Diese Prinzipien wurden 1929 in den sogenannten „Basic Principles“ der UGLE formalisiert und bilden bis heute die Grundlage für die gegenseitige Anerkennung unter den traditionellen Großlogen des anglo-amerikanischen Raums. Dieses System basiert auf einem Geflecht gegenseitiger Anerkennungen, das nur gewährt wird, wenn die festgelegten Regularitätskriterien von beiden Seiten erfüllt werden.

## Allgemein
Die Bezeichnung Regularität entstammt dem internen Sprachgebrauch der verschiedenen freimaurerischen Lehrarten und Systeme. Man unterscheidet die Regularität eines Freimaurers, einer Loge und der Großloge. Sie richtet sich nach der  Abstammung, den Prinzipien und der Einhaltung der freimaurerischen Regeln bei der Arbeit. Teilweise wird daher auch die Regularität des Ursprungs,  der Prinzipien  und die der Arbeit  unterschieden. Die Regularität ist häufig Grundlage für die gegenseitige Anerkennung der einzelnen Systeme untereinander und damit für den freimaurischen Verkehr zwischen den Logen und ihren Mitgliedern.
Die liberale Freimaurerei, insbesondere in Kontinentaleuropa verbreitet, vertritt einen alternativen Ansatz. Sie betrachtet Regularität nicht als durch eine übergeordnete Instanz festgelegtes System, sondern als eine Frage der Einhaltung grundlegender freimaurerischer Werte wie Ethik, Humanismus, rituelle Arbeit und die symbolische Weitergabe freimaurerischen Wissens. In diesem Kontext wurde 1961 der Appell von Straßburg formuliert, in dem mehrere liberale Großlogen betonten, dass Freimaurerei unabhängig von dogmatischen oder hierarchischen Vorgaben existieren kann. Hieraus entstand das internationale Netzwerk CLIPSAS, das bis heute zahlreiche liberale und adogmatische Obödienzen vereint.
Die UGLE und ihr nahestehende Großlogen stufen Organisationen, die von ihren Regularitätsstandards abweichen, als „irregulär“ ein. Dabei ist der Begriff „irregulär“ aus deren Sicht das Gegenstück zu „regulär“ und bezeichnet eine Vielzahl alternativer freimaurerischer Strömungen. In der liberalen Freimaurerei wird diese Klassifikation jedoch als einseitig empfunden, da sie eine vermeintliche Legitimitätsschwäche suggeriert. Stattdessen haben sich hier die Begriffe liberal oder adogmatisch etabliert, um die eigene freimaurerische Tradition neutral von der anglo-amerikanischen zu unterscheiden.
Während die traditionelle Freimaurerei auf überlieferten Regularitätskriterien besteht, betont die liberale Freimaurerei die individuelle Gewissensfreiheit, die Möglichkeit der gemischten oder reinen Frauenlogen und eine eigenständige, nicht von einer zentralen Autorität abhängige Organisationsform. Beide Strömungen – die „reguläre“ wie auch die „liberale“ Freimaurerei – sehen sich als Teil der weltweiten Freimaurerbewegung, unterscheiden sich jedoch in ihren Grundsätzen und erkennen sich größtenteils nicht gegenseitig an.

## Geschichte

### Alte Pflichten
Die Wurzeln der Regularitätsdiskussion reichen bis in die frühesten Dokumente der Freimaurerei zurück. In den sogenannten Alten Pflichten (Old Charges), mittelalterlichen und frühneuzeitlichen Handschriften mit Regeln der Steinmetzbruderschaften, finden sich bereits Hinweise auf religiöse und organisatorische Prinzipien. So fordert etwa das Regius-Manuskript von 1390 vom Freimaurer, „Gott und der heiligen Kirche treu zu dienen“. James Andersons Konstitutionen von 1723 – ein grundlegendes Regelwerk der modernen Freimaurerei – legen fest, dass ein Freimaurer das „moralische Gesetz“ achten müsse und „niemals ein dummer Atheist noch ein irreligiöser Freigeist sein“ dürfe. Diese Formulierung wurde von der englischen Tradition dahingehend interpretiert, dass Atheisten von der Aufnahme ausgeschlossen sind. Ebenso galten Frauen in den Alten Pflichten als nicht zugelassen: In den traditionellen Satzungen heißt es, Mitglieder der Loge müssten „gute und wahrhaftige Männer“ sein und es dürfe keine Frauen geben. Diese Grundsätze – Glaube an Gott und ausschließlich männliche Mitgliedschaft – bildeten die Basis dessen, was in der Folge als Regularität verstanden wurde.

### York-Manuskript Nr.4 (1693)
Obwohl die frühe Freimaurerei als Männerbund organisiert war, gibt es Hinweise darauf, dass in Ausnahmefällen auch Frauen in operative Logen einbezogen wurden. Ein bedeutendes Zeugnis ist das York Manuscript No. 4 aus dem Jahr 1693. Dort findet sich bei der Schilderung der Aufnahme eines Lehrlings der Passus, dass „die Ältesten das Buch nehmen, und er oder sie, der zum Freimaurer gemacht werden soll, die Hand darauf legen soll“. Die explizite Erwähnung einer „sie“ (engl. shee) in diesem Manuskript legt nahe, dass zu jener Zeit theoretisch auch Frauen angelobt werden konnten. Frühere Forschung versuchte, dieses “shee” als Schreibfehler abzutun, doch heutige Experten bestätigen den Wortlaut eindeutig. Die Tatsache, dass im 17. Jahrhundert vereinzelt Frauen in operative Logengemeinschaften aufgenommen wurden – belegt auch durch den Fall zweier Witwen in einem Maurerregister von 1696 – zeigt, dass die strikte Ausschließlichkeit von Männern erst später absolut durchgesetzt wurde. Mit der Gründung der ersten Großloge 1717 in London und der Kodifizierung der Regeln (1723) setzte sich jedoch der Grundsatz durch, dass reguläre Freimaurerlogen nur aus Männern bestehen. Frauen blieben offiziell bis ins 19. Jahrhundert von der Mitgliedschaft ausgeschlossen.

### UGLE versus GOdF (Schisma von 1877)
Im 18. und frühen 19. Jahrhundert entwickelten sich die Freimaurerei in England und Frankreich zunächst relativ einheitlich, obgleich mit unterschiedlichen Akzenten. Ein einschneidendes Ereignis für das heutige Verständnis von Regularität war die Entscheidung des Grand Orient de France (GOdF) im Jahr 1877. Die französische Großloge strich damals den traditionellen Gottesbezug aus ihrer Konstitution und erklärte stattdessen die „absolute Gewissensfreiheit“ zum Grundprinzip der Freimaurerei. Konkret wurde der Passus „Ihre Grundsätze sind die Existenz Gottes, die Unsterblichkeit der Seele und die menschliche Solidarität“ ersetzt durch: „Ihre Grundsätze sind die absolute Gewissensfreiheit und die menschliche Solidarität“. Diese Reform bedeutete, dass fortan kein Mitglied des GOdF mehr verpflichtet war, an ein höchstes Wesen zu glauben – der Glaube wurde als private Angelegenheit betrachtet.
Die Vereinigte Großloge von England (UGLE) betrachtete diesen Schritt als Verletzung eines unverzichtbaren freimaurerischen Landmarks (Kennzeichens) und reagierte, indem sie 1878 die offizielle Anerkennung des GOdF entzog. Dieser Bruch markiert das bis heute wirksame Schisma zwischen der angelsächsischen (englischsprachig geprägten) Freimaurerei und der kontinentaleuropäischen, „liberalen“ Freimaurerei. Fortan galten der Grand Orient de France und ihm folgende Großorienten aus Sicht der UGLE als irregulär, da sie das Kriterium des Gottesglaubens nicht mehr erfüllten. Umgekehrt legte der GOdF Wert auf Laizität (strikte Trennung von Loge und Religion) und betrachtete die englische Haltung als dogmatisch und überkommen.
In den folgenden Jahrzehnten zementierte sich diese Aufspaltung. Die UGLE formulierte 1929 ihre Basic Principles for Grand Lodge Recognition, in denen sie neben dem obligatorischen „Supreme Being“ weitere Regularitätsstandards festschrieb (z. B. Männerbund, Verbot von politischen oder religiösen Diskussionen im Tempel, unabhängige Großlogensouveränität). Großlogen, die diesen Grundsätzen folgten, wurden im englischen Einflussbereich gegenseitig anerkannt, während Großlogen mit liberalen Tendenzen ausgeschlossen blieben. Gleichzeitig etablierte der GOdF ein eigenes Netzwerk gleichgesinnter Obödienzen auf dem europäischen Kontinent. Mehrfach gab es Versuche, die Kluft zu überbrücken – etwa durch indirekte Kontakte oder zwischenzeitliche Anerkennungen mancher französischer Großlogen in den USA – doch im Kern blieb das Spannungsverhältnis zwischen regular (anglo-amerikanisch) und liberal (kontinental) bestehen. 1961 schlossen sich schließlich mehrere liberale Großlogen (darunter der GOdF) im historischen Appell von Straßburg zusammen, um den „Bruderkette“ genannten weltweiten Bund aller Freimaurer über die Spaltung hinweg zu erneuern. Aus diesem Treffen ging die Organisation CLIPSAS hervor, die fortan einen alternativen Zusammenschluss liberaler Freimaurerobedienzen bildete.

## Anerkennung in der Freimaurerei

### Top-Down-Anerkennung durch die UGLE
Da es keine zentrale Welt-Großloge gibt, beruht die internationale Zusammenarbeit der Freimaurer auf bilateralen Anerkennungen zwischen Großlogen. In der traditionellen Freimaurerei (auch reguläre Freimaurerei genannt) nimmt die UGLE seit jeher eine führende Rolle bei der Festlegung der Anerkennungskriterien ein. Jede reguläre Großloge gilt als souverän und autonom, entscheidet aber üblicherweise in Anlehnung an die UGLE-Grundsätze, welche anderen Großlogen sie anerkennt. Eine Anerkennung bedeutet in der Praxis, dass gegenseitige Besuche der Logenmitglieder erlaubt sind und formelle freundschaftliche Beziehungen (bis hin zum Austausch von Großloge-Vertretern) gepflegt werden. Umgekehrt führt die Nichtanerkennung dazu, dass keine brüderlichen Kontakte stattfinden dürfen. So entstand im Lauf des 20. Jahrhunderts ein dichtes Netz von Anerkennungsabkommen zwischen den als regulär angesehenen Großlogen weltweit.
Die UGLE selbst erkennt derzeit (Stand 21. Jahrhundert) über 150 Großlogen in verschiedenen Ländern als regulär an. Diese gegenseitigen Anerkennungen beruhen darauf, dass alle Beteiligten die Basic Principles einhalten. Verstößt eine Großloge gegen die Regularitätskriterien, wird ihr die Anerkennung entzogen – sie wird faktisch aus der sogenannten Weltbruderkette der regulären Freimaurer ausgeschlossen. Ein historisches Beispiel ist der bereits erwähnte Grand Orient de France, der seit 1877 von keiner UGLE-nahen Großloge mehr anerkannt wird. Ein anderes Beispiel ereignete sich 1979: Der Grande Loge de Belgique, die ursprünglich regulär und von UGLE anerkannt war, wurde die Anerkennung entzogen, nachdem bekannt wurde, dass sie regelmäßigen Logenverkehr mit als irregulär geltenden Obödienzen (dem GOdF und Le Droit Humain) pflegte.  In der Folge beendeten nahezu alle regulären Großlogen Europas – mit Ausnahme der Schweiz – den Kontakt zur belgischen Großloge (letztere 1985). Dieses Vorgehen zeigt den Top-Down-Charakter des traditionellen Anerkennungssystems: Die UGLE und ihr angeschlossene Großlogen setzen de facto Maßstäbe, an denen sich andere orientieren, um Teil des regulären Verbundes zu bleiben. Gleichzeitig betonen viele Großlogen ihre Autonomie und das Recht, selbst über Anerkennungen zu entscheiden. So kam es in Einzelfällen vor, dass einzelne Großlogen zeitweise liberalere Obödienzen anerkannten oder Besuche erlaubten – diese blieben jedoch Ausnahmen und führten oft zu Spannungen mit konservativeren Bruderlogen. Insgesamt hat sich das System formeller Anerkennungen unter den regulären Großlogen als komplexes Geflecht etabliert, das für Außenstehende bisweilen schwer durchschaubar ist.

### Gegenseitige Anerkennung durch GOdF und CLIPSAS
Parallel zur UGLE-Tradition existiert ein liberales Anerkennungsnetz, in dem Großlogen einander auf Augenhöhe anerkennen, ohne an die strengen englischen Regularitätskriterien gebunden zu sein. Der Grand Orient de France und andere kontinental-europäische Obödienzen pflegten schon im 19. Jahrhundert enge Beziehungen zueinander und entwickelten gemeinsame Prinzipien wie die liberté absolue de conscience (absolute Gewissensfreiheit). Um die Zusammenarbeit der vom Mainstream ausgeschlossenen Großlogen zu stärken, wurde 1961 das bereits erwähnte CLIPSAS gegründet. CLIPSAS (Abkürzung für Centre de Liaison et d’Information des Puissances Maçonniques Signataires de l'Appel de Strasbourg) ist ein internationaler Zusammenschluss liberaler und adogmatischer freimaurerischer Großlogen und Großoriente. Die Organisation setzt sich für uneingeschränkte Gewissensfreiheit, Toleranz und die Ablehnung dogmatischer Einschränkungen in der Freimaurerei ein. Sie dient als Plattform für den weltweiten Austausch und die gegenseitige Anerkennung jener Obödienzen, die diese liberalen Grundsätze teilen.
Zu den Gründungsmitgliedern von CLIPSAS zählten neben dem GOdF unter anderem der Großorient von Österreich, Großorient von Belgien, der Großorient der Schweiz, die Gran Loggia d’Italia und weitere adogmatische Großlogen Europas. Innerhalb von CLIPSAS erkennen sich die Mitglieds-Obödienzen wechselseitig an, unabhängig davon, ob sie von der UGLE als regulär gelten oder nicht. Dieses horizontal organisierte Anerkennungssystem stellt somit eine Alternative zum hierarchisch geprägten englischen System dar. Heute gehören CLIPSAS (und vergleichbaren Verbünden) über 100 liberale Freimaurerorganisationen weltweit an. Auch der gegenseitige Austausch zwischen liberalen und regulären Freimaurern hat in jüngerer Zeit zugenommen – etwa in Form informeller Dialoge oder gemeinsamer Veranstaltungen – wenngleich formelle Anerkennungen über die „Schisma-Grenze“ hinweg weiterhin selten sind. Insgesamt existieren also zwei weitgehend getrennte Anerkennungssysteme in der Freimaurerei: eines im traditionellen, von der UGLE geprägten Lager, und eines im liberal-adogmatischen Lager, verkörpert durch Organisationen wie CLIPSAS.

## Die Frage nach dem„Supreme Being“
Ein zentrales Unterscheidungsmerkmal zwischen traditionell regulärer und liberaler Freimaurerei ist die Haltung zur Frage eines höchsten Wesens (Supreme Being). In der angelsächsischen Freimaurertradition wird seit jeher verlangt, dass Bewerber an einen Gott oder eine höchste geistige Instanz glauben. Dieser Grundsatz wird als unverzichtbares Merkmal der Regularität betrachtet und findet sich bereits in den Alten Pflichten formuliert (Anderson 1723 sprach davon, dass kein Freimaurer ein „gottloser Atheist“ sein solle). Bis heute sehen die UGLE und alle von ihr anerkannten Großlogen den Glauben an ein höheres Wesen als Voraussetzung für eine Aufnahme in die Loge. In der Praxis bedeutet dies, dass bekennende Atheisten in regulären Logen nicht aufgenommen werden dürfen. Die heilige Schrift (oder ein für den Kandidaten verbindliches „Buch des Gesetzes“) muss in englisch geprägten Logen bei jeder Arbeit im Tempel geöffnet ausliegen, und im Ritual wird der „Große Baumeister aller Welten“ (Great Architect of the Universe, GAOTU) angerufen. Diese theistische Ausrichtung betrachtet die Freimaurerei nicht als Religion, wohl aber als auf einem religiösen Bekenntnis fußende ethische Bruderschaft.
Demgegenüber steht die liberale Freimaurerei, die seit dem Beschluss des GOdF von 1877 konsequent die Gewissensfreiheit jedes einzelnen Mitglieds betont. Freimaurerorden kontinentaler Prägung verlangen von ihren Mitgliedern kein Bekenntnis zu einem Schöpfergott; Fragen des Glaubens werden als private Weltanschauung betrachtet, die in der Loge keinen Einfluss haben soll. Der Grand Orient de France formulierte dieses Prinzip mit der Losung, dass die Freimaurerei „keine religiöse Institution“ sei und daher keinerlei Dogmen oder Glaubenssätze in ihrer Verfassung haben dürfe. In der Verfassung vieler liberaler Obödienzen – so etwa des GOdF – ist stattdessen festgeschrieben, dass die Freimaurerei auf Laizität gründet, also der Trennung von Glaubensfragen und Logenangelegenheiten. Aktuell bekennt sich der GOdF ausdrücklich zu den Prinzipien der französischen Aufklärung: Liberté, Égalité, Fraternité sowie laïcité, die sicherstellt, dass alle Menschen ungeachtet ihrer religiösen oder nichtreligiösen Überzeugungen dieselben Möglichkeiten zur Selbstentfaltung haben.
Diese Unterschiede führten zum historischen Bruch von 1877 und sind bis heute der Hauptgrund, warum sich traditionelle englische (reguäre) Freimaurer liberale Freimaurer als „irregulär“ ansehen, allerdings umgekehrt liberale Freimaurer auch die traditionell englischen (reguäre) Freimaurer als "regulär" ansieht. Die regulären Großlogen betrachten den Glauben an ein höchstes Wesen als unverhandelbares Landmark (Kennzeichen) der Freimaurerei – wer dies nicht teilt, verlässt aus ihrer Sicht den überlieferten Rahmen. Umgekehrt argumentieren liberale Freimaurer, die Forderung nach einem Gottesglauben beschränke die Gewissensfreiheit und widerspreche dem Geist der Toleranz, der im Zentrum der freimaurerischen Werte stehe. Einige Obödienzen versuchen, beide Ansätze zu verbinden: Die Grande Loge de France (GLdF) etwa erlaubt zwar Atheisten die Aufnahme, bewahrt aber in Ritual und Brauchtum traditionelle theistische Symbole (den Großen Baumeister) und blieb lange Zeit im informellen Kontakt mit sowohl regulären als auch liberalen Großlogen. Dennoch bleiben solche Mittelwege Ausnahmefälle. Im Allgemeinen bildet die Gottesfrage die Linie, an der sich die beiden Hauptströmungen in der Freimaurerei bis heute scheiden.

## Frauenfrage in der Freimaurerei
Ein weiterer zentraler Punkt ist die Aufnahme von Frauen. Die historische Freimaurerei des 18. Jahrhunderts verstand sich fast durchweg als Bruderbund und schloss Frauen explizit aus – eine Regel, die sich aus den Traditionen der mittelalterlichen Bauhütten ableitete und in Andersons Konstitutionen 1723 festgehalten war. Dennoch gab es über die Jahrhunderte immer wieder Einzelfälle, in denen Frauen Freimaurerinnen wurden. Ein berühmtes Beispiel ist die Irin Elizabeth St. Leger, verheiratete Aldworth, die Anfang des 18. Jahrhunderts durch einen Zufall einer Logenarbeit beiwohnte und anschließend initiiert wurde. Sie ging als „Lady Freemason“ in die Geschichte ein. Solche Ausnahmen blieben jedoch selten und waren lange Zeit legendär bzw. inoffiziell. Ab Ende des 19. Jahrhunderts änderte sich die Situation allmählich: 1882 wurde in Frankreich mit Maria Deraismes erstmals eine Frau regulär in eine Loge aufgenommen. Daraus entstand 1893 der gemischte freimaurerische Orden Le Droit Humain (DH), der Männer und Frauen gleichberechtigt aufnimmt.
Heute gibt es weltweit Frauen-Großlogen, gemischte Großlogen sowie Frauenlogen, die jedoch je nach freimaurerischer Ausrichtung unterschiedlich behandelt werden. In der traditionellen regulären Freimaurerei gilt weiterhin das Prinzip der „Only for Men“-Loge: Reguläre Großlogen initiieren keine Frauen und erkennen Obödienzen, die Frauen aufnehmen, nicht als regulär an. Frauen, die Freimaurerarbeit betreiben wollen, können in separaten Frauen-Großlogen tätig werden. In England existieren z. B. seit dem frühen 20. Jahrhundert zwei ausschließlich weibliche Großlogen (die Order of Women Freemasons und die Honourable Fraternity of Ancient Freemasons). Die UGLE selbst erkennt diese zwar nicht offiziell an, hat aber 1999 festgehalten, dass es sich dabei um Freimaurerei „in allen bis auf die Zulassung von Frauen reguläre“ Organisationen handelt – faktisch eine wohlwollende Duldung neben der eigenen Männerfreimaurerei. In Deutschland besteht seit 1949 die Frauen-Großloge von Deutschland, die 32 Logen umfasst. Parallel dazu gibt es gemischte Logen, z. B. unter dem internationalen Dachverband Droit Humain sowie die Großloge Humanitas, die Männer und Frauen gemeinsam aufnimmt. All diese Obödienzen gelten aus Sicht der VGLvD (Vereinigte Großlogen von Deutschland) als irregulär und es findet kein offizieller Besuchsaustausch mit ihnen statt.
In der liberalen Freimaurerei hingegen ist die Gleichberechtigung der Geschlechter weitgehend verwirklicht. Der Grand Orient de France hob 2010 seine Männerstatuten auf und ermöglicht seither auch Frauen die Mitgliedschaft (dies geschieht dezentral durch Logenbeschlüsse). Zuvor hatte der GOdF bereits Frauen als Besucherinnen zugelassen. Viele Großoriente und liberale Großlogen – etwa in Belgien, den Niederlanden, Skandinavien und Lateinamerika – arbeiten gemischt oder kooperieren eng mit Frauen-Großlogen. CLIPSAS als Verband liberaler Großlogen akzeptiert sowohl gemischte Obödienzen als auch reine Frauenlogen als Mitglieder. Damit sind Frauen in der liberalen Strömung der Freimaurerei fester Bestandteil. Beide Zweige grenzen sich jedoch von pseudo-freimaurerischen Damenorden des 19. Jahrhunderts (wie den „Adoptionslogen“ adliger Damen) ab und betonen den vollen Initiationscharakter der heutigen Frauenfreimaurerei. Zusammenfassend lässt sich sagen, dass die Frage der Zulassung von Frauen zu den klarsten Unterscheidungsmerkmalen zwischen traditioneller und liberaler Freimaurerei gehört: Während Erstere an der historischen Männerbund-Idee festhält, versteht Letztere die Freimaurerei als ethischen Bund, der prinzipiell allen Menschen offenstehen kann.

### Transgender in der Freimaurerei
Haltung der United Grand Lodge of England (UGLE) Die United Grand Lodge of England (UGLE) veröffentlichte 2018 eine offizielle Richtlinie zur Mitgliedschaft von Transgender-Personen. Gemäß dieser Richtlinie bleibt ein Bruder, der als Mann initiiert wurde und später eine Geschlechtsangleichung zur Frau durchläuft, weiterhin Mitglied der Freimaurerloge. Die UGLE begründet dies mit dem Prinzip der lebenslangen Mitgliedschaft. Gleichzeitig erlaubt die UGLE jedoch nicht die Initiation von Personen, die als Frauen geboren wurden, selbst wenn diese eine Geschlechtsangleichung zum Mann durchlaufen haben. Die Begründung hierfür liegt in der traditionellen Auffassung der Männerbund-Exklusivität, die für reguläre Großlogen grundlegend ist. Die Richtlinie wurde innerhalb der anglo-amerikanischen Freimaurerei als Kompromiss angesehen, da sie bestehenden Mitgliedern Schutz bietet, jedoch gleichzeitig neue Initiationen von Transmännern weiterhin ausschließt. Dies bedeutet, dass Personen, die in ihrer Geschlechtsidentität nicht in das binäre Modell der traditionellen Freimaurerei passen, letztlich keinen gleichwertigen Zugang erhalten.
Im Gegensatz zur UGLE verfolgen viele liberale Obödienzen einen vollständig integrativen Ansatz. In der liberalen Freimaurerein, insbesondere innerhalb des Grand Orient de France (GOdF), dem internationalen Freimaurerorden Le Droit Humain (DH) der Großloge von Belgien, oder der Liberalen Großloge von Österreich, gibt es keine Restriktionen hinsichtlich Geschlecht oder Geschlechtsidentität. Diese liberalen Obödienzen erlauben die Aufnahme von Männern, Frauen und nicht-binären Personen gleichermaßen und setzen damit ein Zeichen für Gleichberechtigung und Inklusion innerhalb der Freimaurerei. Besonders wichtig ist hierbei der Appell von Straßburg von 1961, der die Prinzipien der uneingeschränkten Gewissensfreiheit betonte und sich gegen Dogmen oder hierarchische Zwänge innerhalb der Freimaurerei aussprach. Diese Grundhaltung wurde von vielen liberalen Großlogen übernommen, sodass Fragen der Geschlechtsidentität heute nicht als Ausschlusskriterium betrachtet werden. In diesen Logen zählt vielmehr die persönliche Eignung, sich den freimaurerischen Werten und Idealen zu verpflichten, als ein biologisch definiertes Geschlecht.

## „Regulär“ vs. „irregulär“ als Kampfbegriffe?
Die Begriffe regulär und irregulär werden in freimaurerischen Debatten häufig polemisch verwendet. Aus Sicht der traditionellen Großlogen sind nur jene Freimaurer Vereinigungen „rechtmäßig“, die lückenlos auf eine anerkannt reguläre Großloge zurückgeführt werden können und die allgemeinen Regularitätsstandards erfüllen. Alles Abweichende wird pauschal als irregulär etikettiert, was im Sprachgebrauch oft einem Legitimationsentzug gleichkommt. So entstand historisch der abfällige Begriff Winkelloge (im Englischen clandestine lodge), der im Deutschen bewusst eine negative Konnotation trägt.  Er bezeichnet eine Loge, die ohne gültiges Patent und außerhalb jeder anerkannten Großloge arbeitet – bildlich gesprochen „im Winkel“ statt am offiziellen Bau. Im 19. Jahrhundert wurden etwa neu entstehende Logen oder Splittergruppen von den etablierten Großlogen gern als Winkellogen abgestempelt, um deren Legitimität zu untergraben. Diese Begriffe dienten somit auch als Kampfbegriffe im Wettbewerb der Systeme.
Aus der Perspektive der liberalen Freimaurerei wird kritisiert, dass „regulär“ versus „irregulär“ keine absoluten Qualitätsurteile, sondern relative Zuschreibungen verschiedener Systeme seien. Was in London als irregulär gelte, könne in Wien, Paris oder Brüssel sehr wohl als vollwertige Freimaurerei angesehen werden. Tatsächlich existiert keine übergeordnete Instanz, die verbindlich festlegt, welche Obödienz „rechtmäßig“ ist. So ist der Status etwa des Grand Orient de France eine Frage des Standpunkts: Für die UGLE ist er seit 1877 irregulär, während er sich selbst und innerhalb von CLIPSAS selbstverständlich als reguläre Großloge betrachtet. Entsprechend wehren sich liberale Freimaurer dagegen, ihre Organisationen als irregulär im Sinne von „unrechtmäßig“ bezeichnet zu sehen. Sie verwenden lieber neutrale Begriffe wie liberale oder adogmatische Freimaurerei usw., um die eigene Gleichwertigkeit zu betonen. In der Praxis werden die Termini jedoch nach wie vor von beiden Seiten eingesetzt. Gerade in Veröffentlichungen regulärer Großlogen findet sich oft die Unterscheidung zwischen „anerkannten“ und „nicht anerkannten“ Obödienzen – was faktisch das gleiche Werturteil ausdrückt.
Man kann also sagen: Regulär/irregulär sind keine objektiven, absoluten Kategorien, sondern Ausdruck eines jeweiligen Selbst- und Fremdbildes innerhalb der Freimaurerei. Inzwischen plädieren viele Freimaurer für einen sachlicheren Umgang mit diesen Begriffen. So merkte etwa die Schweizer Großloge Alpina kritisch an, das gegenwärtige „Chaos von gegenseitigen Exkommunikationen“ zwischen Obödienzen sei unheilvoll für den Orden. Anstelle von Kampfbegriffen sollte der Dialog treten, um Verständnis für die unterschiedlichen Traditionen zu fördern. Gleichwohl haben sich die Bezeichnungen regulär und irregulär historisch eingebürgert und werden wohl weiterhin benutzt – idealerweise aber mit dem Bewusstsein, dass sie immer nur innerhalb eines bestimmten Bezugsrahmens gültig sind.

## Liberale Freimaurerei vs. traditionelle maskuline Freimaurerei
Mit liberaler Freimaurerei wird gemeinhin die freimaurerische Strömung bezeichnet, die aus dem Grand Orient de France und ähnlich ausgerichteten Obödienzen hervorging. Traditionelle maskuline Freimaurerei meint hingegen die vom englischen System geprägte Richtung, die ausschließlich Männer aufnimmt und an den klassischen Landmarks festhält. Beide teilen zwar den historischen Ursprung (London 1717) und viele Rituale und Symbole der „Königlichen Kunst“, haben sich aber in den letzten knapp 150 Jahren unterschiedlich entwickelt. Im Vergleich lassen sich einige grundlegende Unterschiede feststellen:
- Weltanschauung und Dogma: Die traditionelle Freimaurerei ist deistisch ausgerichtet (Pflichtglaube an ein höchstes Wesen) und verbietet Logendiskussionen über Religion und Politik. Die liberale Freimaurerei dagegen propagiert die absolute weltanschauliche Neutralität der Loge – Glaubensthemen sind Privatsache, politische oder gesellschaftliche Fragen dürfen durchaus im Lichte humanitärer Werte diskutiert werden. So versteht sich etwa der GOdF als humanistischer Bund, der auch öffentlich für Laizität und Menschenrechte eintritt, während die UGLE-Logen jegliche politische Stellungnahme in der Loge als unzulässig betrachten.
- Mitgliedschaft: Die anglo-amerikanische Freimaurerei bleibt ein reiner Männerbund (daher „traditionell maskulin“ genannt). Frauen können dort nur in separaten Organisationen freimaurerisch arbeiten, die aber vom Hauptstrom getrennt sind. Die liberale Freimaurerei ist demgegenüber koedukativ oder führt zumindest beide Geschlechter in gleichwertigen Obödienzen: es gibt gemischte Logen und eigenständige Großlogen für Frauen, die von liberalen Männer-Großlogen offiziell anerkannt und oft eng kooperativ verbunden sind. In Frankreich existiert heute ein vollständiges System paralleler Obödienzen: der GOdF (gemischt), die Grande Loge de France (männerorientiert, aber liberal), die Grande Loge Féminine de France (Frauen) und Le Droit Humain (gemischt) – alle vier arbeiten freundschaftlich zusammen, während von ihnen nur die männliche GLNF als regulär von der UGLE anerkannt wird.[40]
- Rituale und Symbolik: Inhaltlich arbeiten sowohl reguläre wie auch liberale Logen in den drei Johannisgraden (Lehrling, Geselle, Meister) mit ähnlichen Ritualen, die auf gemeinsamen Quellen beruhen. Unterschiede zeigen sich jedoch z. B. beim Umgang mit dem „Buch des heiligen Gesetzes“ und dem Gottesnamen: In UGLE-Tradition liegt immer eine Bibel oder Schrift (auch Koran, Tora etc. – je nach Glauben des Kandidaten) im Tempel aus und es wird auf den Großen Baumeister vereidigt. In liberalen Logen wird teils bewusst kein religiöses Buch aufgelegt (so im GOdF), oder aber es liegt ein symbolisches Logenbuch aus, das keiner Konfession zugeordnet ist. Ebenso wird der Begriff des „Großen Architekten“ unterschiedlich gehandhabt: Manche liberalen Systeme verzichten darauf, andere (wie die GLdF) behalten ihn als philosophisches Prinzip bei, interpretieren ihn aber nicht theistisch. Im Kern bleibt das Ritual jedoch auf beiden Seiten erkennbar freimaurerisch – die Unterschiede liegen eher in den begleitenden Verpflichtungen und Öffnungen.
- Organisation und Netzwerk: Die traditionelle Freimaurerei ist in klar abgegrenzten nationalen Großlogen organisiert, die ein strenges Anerkennungsprotokoll pflegen (Besuch nur unter anerkannten Großlogen). Die liberale Freimaurerei ist vielfältiger organisiert: Neben nationalen Großlogen gibt es viele Großoriente und unabhängige Logenverbände, die teils parallel im selben Land existieren. So gibt es in einigen Ländern mehrere liberale Großlogen (z. B. in Österreich, Belgien, Frankreich oder der Schweiz), die sich alle als legitim betrachten. International vernetzen sich die Liberalen über Verbände wie CLIPSAS, CIMAS oder AME, wobei hier die Prinzipien Toleranz und gegenseitiger Respekt im Vordergrund stehen. Die traditionelle Seite hingegen koordiniert sich informell über regelmäßige Weltkongresse der Großmeister oder über regionale Zusammenschlüsse, vermeidet aber eine feste Weltorganisation (um die Souveränität jeder Großloge nicht zu gefährden). In Summe wirkt die reguläre Freimaurerei organisatorisch homogener, während die liberale Freimaurerei ein buntes Spektrum an Organisationsformen und Ritualrichtungen umfasst.[31]

Trotz aller Unterschiede gibt es in der Praxis auch Annäherungen. In Ländern wie der Schweiz oder Spanien versuchen reguläre und liberale Großlogen einen pragmatischen Dialog. 2016 veröffentlichten etwa der Großmeister der (regulären) GLNF und der Großmeister des GOdF gemeinsam Informationen über Gemeinsamkeiten und Unterschiede ihrer Obödienzen, um Vorurteile abzubauen. Solche Schritte zeigen, dass sich beide Strömungen zunehmend sachlicher begegnen. Grundsätzlich bleiben sie aber eigenständige Systeme, die parallel existieren. Die traditionelle maskuline Freimaurerei sieht sich als Bewahrerin der ursprünglichen Landmarken und betont die universelle Brüderlichkeit trotz unterschiedlicher Religionen (durch den gemeinsamen Nenner eines Schöpferglaubens). Die liberale Freimaurerei versteht sich als Weiterentwicklung der Freimaurer-Ideale im Geiste von Aufklärung und Moderne, indem sie wegen unterschiedlicher Überzeugungen auf jedes ideologische Dogma verzichtet und die Brüderlichkeit aller Menschen in den Vordergrund stellt. Beide Konzepte sind heute weltweit vertreten.

## Heutige Standpunkte
Im heutigen freimaurerischen Spektrum haben sich zwei Hauptlager etabliert: die traditionelle englische (reguläre) Freimaurerei, vertreten durch die United Grand Lodge of England (UGLE), und die liberale Freimaurerei, repräsentiert durch Obödienzen wie den Grand Orient de France (GOdF) und Organisationen wie CLIPSAS. Innerhalb dieser Lager existieren diverse Ausprägungen. Im Folgenden werden einige bedeutende Obödienzen und ihre Position zur Regularitätsfrage beleuchtet:
Liberale Freimaurerei
- Liberale Freimaurerei allgemein: Die liberale Freimaurerei betont die absolute Gewissensfreiheit und lehnt dogmatische Einschränkungen ab. Sie erkennt die traditionelle englische (reguläre) Freimaurerei, wie sie von der UGLE vertreten wird, an und hat keine Probleme mit deren Anerkennung. Ein zentrales Merkmal der liberalen Freimaurerei ist die Offenheit gegenüber Frauen: Viele liberale Obödienzen nehmen Frauen als Mitglieder auf und fördern die Gleichberechtigung der Geschlechter.[64][73]
- Grand Orient de France (GOdF): Der GOdF wurde 1773 gegründet und gilt als eine der ältesten freimaurerischen Großlogen in Europa. Er bezeichnet sich selbst als liberal und adogmatisch, verzichtet seit 1877 bewusst auf den Gottesbezug und ermöglicht seit den letzten Jahrzehnten auch die Zulassung von Frauen. Der GOdF versteht sich als Hüter der republikanischen Laizität in Frankreich und strebt keine Anerkennung durch die UGLE an. Stattdessen pflegt er ein eigenes Netzwerk und kooperiert eng mit gemischten und Frauen-Großlogen.[9][57]
- CLIPSAS: Gegründet 1961, ist CLIPSAS ein internationaler Zusammenschluss liberaler und adogmatischer freimaurerischer Großlogen und Großoriente. Die Organisation setzt sich für uneingeschränkte Gewissensfreiheit, Toleranz und die Ablehnung dogmatischer Einschränkungen in der Freimaurerei ein. Sie dient als Plattform für den weltweiten Austausch und die gegenseitige Anerkennung jener Obödienzen, die diese liberalen Grundsätze teilen.[2][15]

Traditionelle englische (reguläre) Freimaurerei
- United Grand Lodge of England (UGLE): DUnited Grand Lodge of England (UGLE): Die 1717 gegründete UGLE ist die älteste Großloge der Welt und sieht sich als "Mutterloge" der modernen Freimaurerei. Sie beharrt auf der Einhaltung der 1929 formulierten Basic Principles, die unter anderem den Glauben an ein höchstes Wesen und die ausschließliche Mitgliedschaft von Männern vorschreiben. Die UGLE erkennt in jedem Land nur eine Großloge als regulär an und lehnt den Kontakt zu nicht anerkannten Logen ab. 2018 veröffentlichte die UGLE eine Richtlinie zur Mitgliedschaft von Transgender-Personen: Brüder, die als Männer initiiert wurden und später eine Geschlechtsangleichung zur Frau durchlaufen, bleiben Mitglieder. Personen, die als Frauen geboren wurden und eine Geschlechtsangleichung zum Mann durchlaufen haben, können jedoch nicht initiiert werden.[13]
- Schweizerische Großloge Alpina (SGLA): ie 1844 gegründete SGLA ist die hauptsächliche reguläre Obödienz der Freimaurerei in der Schweiz und wird von der UGLE anerkannt. Historisch zeigte sie eine gewisse Aufgeschlossenheit gegenüber liberalen Ideen und suchte den Dialog mit dem GOdF und anderen liberalen Großlogen, was in den 1970er und 1980er Jahren zu Konflikten führte. Heutzutage vertritt die SGLA offiziell die reguläre Linie (Männerbund, Gottesbezug), engagiert sich aber gleichzeitig für ein besseres Verständnis zwischen den Lagern. 2009 erkannte die SGLA die Existenz der Frauen-Freimaurerei in der Schweiz an, unterhält jedoch keine formellen Beziehungen und schließt jegliches Besuchsrecht sowie den Austausch von Freundschaftsbürgen aus.[75][69][70][76]
- Großloge von Österreich (GLvÖ): Die GLvÖ ist die einzige von der UGLE anerkannte reguläre Großloge in Österreich und arbeitet strikt nach den Basic Principles. Sie entstand 1918 und wurde nach dem Zweiten Weltkrieg 1952 von der UGLE wieder anerkannt. Die GLvÖ vertritt bis heute den Standpunkt der traditionellen Freimaurerei und unterhält brüderliche Beziehungen zu über 150 regulären Großlogen weltweit.[77]
- Vereinigte Großlogen von Deutschland (VGLvD): In Deutschland existieren fünf reguläre Großlogen, die sich 1958 zu den VGLvD zusammengeschlossen haben. Sie verstehen sich als alleinige Vertretung der deutschen Freimaurerei gegenüber Ausland und Öffentlichkeit und lehnen es ab, dass es außerhalb ihrer Struktur noch legitime Freimaurerei in Deutschland geben könnte. Liberale oder gemischte Logen werden von ihnen als nicht anerkannt betrachtet; ein offizieller Kontakt besteht nicht. Der Standpunkt der VGLvD deckt sich mit jenem der UGLE: Festhalten an den Basic Principles und am Besuchsverbot gegenüber "irregulären" Organisationen.[55]

Zusammenfassend zeigt sich, dass die liberale Freimaurerei die traditionelle englische (reguläre) Freimaurerei anerkennt, während umgekehrt die Anerkennung oft verweigert wird. Dennoch gibt es innerhalb der Freimaurerei Bemühungen, Brücken zu bauen und den Dialog zwischen den verschiedenen Strömungen zu fördern.

## Abgrenzung von der „Winkelmaurerei“ (Geschäftsmaurerei)
Sowohl die traditionelle englische "reguläre" als auch die liberale Freimaurerei grenzen sich bewusst von sogenannten Winkellogen und der Geschäftsmaurerei ab. Während beide Systeme unterschiedliche Auffassungen über Regularität und die Legitimation von Großlogen vertreten, besteht Konsens darüber, dass Organisationen, die den Namen Freimaurerei für eigennützige oder kommerzielle Zwecke missbrauchen, nicht als authentische Freimaurerei angesehen werden können.

### Die historische Herkunft des Regularitätsbegriffs und die liberale Position
In der traditionellen, von der United Grand Lodge of England (UGLE) und ihren Schwesterlogen geprägten Freimaurerei wird Regularität unter anderem durch ein von einer bestehenden, anerkannten Großloge ausgestelltes Patent (Warrant of Constitution) definiert. Das bedeutet, dass eine neue Loge nur mit Genehmigung einer bestehenden regulären Großloge gegründet werden kann. Dieses Prinzip basiert auf dem englischen Modell der Freimaurerei, das seine Wurzeln im frühen 18. Jahrhundert hat.
In der liberalen Freimaurerei hingegen existiert ein alternatives Prinzip: Die Möglichkeit, das Licht der Freimaurerei eigenständig zu entzünden. In dieser Tradition genügt es, dass sich sieben Freimaurer (gewöhnlich Meister) versammeln, um eine neue Loge ins Leben zu rufen. Diese Praxis folgt älteren freimaurerischen Idealen, die nicht zwingend eine übergeordnete Autorität zur Legitimation benötigen. Der Anspruch, dass Freimaurer das Licht nur durch ein externes Patent empfangen dürfen, wird von liberalen und adogmatischen Freimaurern als eine von der englischen Tradition geprägte Regel betrachtet, nicht jedoch als universelle Notwendigkeit.
Viele der heutigen liberalen Großlogen entstanden durch Brüder, die ursprünglich Teil regulärer Großlogen waren, sich jedoch von den Zwängen des anglo-amerikanischen Systems lösen wollten. Einige dieser Freimaurer fühlten sich in den strikten Vorgaben der UGLE gefangen – etwa in Bezug auf den Zwang zum Gottesglauben, das Männerbund-Prinzip oder das Verbot politischer und gesellschaftlicher Diskussionen innerhalb der Loge. Daher gründeten sie eigenständig Logen oder schlossen sich bestehenden liberalen Strukturen an, wodurch zahlreiche alternative freimaurerische Systeme entstanden, die sich inzwischen international etabliert haben.
Der Appell von Straßburg (1961) spielte eine entscheidende Rolle in der Formierung dieser liberalen Netzwerke. Mehrere freimaurerische Großlogen erklärten damals, dass die Freimaurerei keine dogmatische Institution sei und Regularität nicht von einer äußeren Autorität bestimmt werde. Dieses Dokument bildete die Grundlage für die Gründung von CLIPSAS, einer internationalen Organisation, die den Prinzipien der Gewissensfreiheit und der Unabhängigkeit der Großlogen verpflichtet ist. CLIPSAS steht für eine pluralistische und nicht-dogmatische Freimaurerei, die sich bewusst von der strikten Hierarchie der angelsächsischen Tradition abgrenzt.

### Was ist eine „Winkelloge“?
Der Begriff „Winkelloge“ (clandestine lodge im Englischen) wurde historisch von etablierten Großlogen verwendet, um Logen zu bezeichnen, die außerhalb ihres regulären Netzwerks entstanden sind. Während dieser Begriff in der anglo-amerikanischen Tradition eine klar abwertende Bedeutung hat, wird er im liberalen freimaurerischen Kontext kritisch hinterfragt. Aus Sicht der traditionell englischen (regulären) Freimaurerei ist eine Loge nur dann legitim, wenn sie ein Patent von einer anerkannten Großloge erhalten hat. Aus liberaler Sicht jedoch beruht eine legitime Freimaurerloge auf der Übereinstimmung mit den Prinzipien der Freimaurerei – etwa den drei symbolischen Graden, der Arbeit nach rituellen Regeln und der Weitergabe freimaurerischen Wissens.
Es gibt jedoch echte Fälle von Winkellogen, die nicht mit der liberalen Freimaurerei verwechselt werden dürfen. Diese sind:
- Selbsternannte Logen ohne freimaurerische Substanz – Gruppen, die ohne Wissen über freimaurerische Rituale und Traditionen einen Freimaurerstatus beanspruchen, aber keinerlei inhaltliche Arbeit leisten.
- Kommerziell ausgerichtete Logen – Vereinigungen, die den Namen Freimaurerei missbrauchen, um Mitgliedschaften oder „Grade“ gegen hohe Geldsummen zu verkaufen, ohne dass eine echte Einweihung oder symbolische Arbeit stattfindet.
- Scheinlogen mit politischer oder ideologischer Agenda – Gruppen, die sich den freimaurerischen Namen geben, aber vorrangig der Einflussnahme auf gesellschaftliche oder politische Prozesse dienen, statt einer ethischen oder spirituellen Arbeit.[79]

Solche Organisationen sind weder in der regulären noch in der liberalen Freimaurerei anerkannt.

### Geschäftsmaurerei: Logen als Business-Netzwerke?
Ein weiteres Phänomen, das von beiden Strömungen der Freimaurerei abgelehnt wird, ist die sogenannte Geschäftsmaurerei. Darunter versteht man Logen, die vorrangig oder ausschließlich zu wirtschaftlichen Zwecken gegründet oder betrieben werden.
Das bedeutet:
- Eine Freimaurerloge wird nicht aus einem idealistischen, philosophischen oder humanitären Anliegen heraus gegründet, sondern als Business-Netzwerk, um geschäftliche Kontakte unter den Mitgliedern zu fördern.
- Mitglieder treten nicht aus innerer Überzeugung der Freimaurerei bei, sondern nur, um persönliche Vorteile aus den Beziehungen innerhalb der Loge zu ziehen.
- Logen werden gezielt in wirtschaftsstarken Regionen installiert, um Unternehmer, Banker oder Geschäftsleute unter dem Vorwand der Freimaurerei zu vernetzen, ohne dass eine echte freimaurerische Arbeit geleistet wird.

Während es selbstverständlich ist, dass Freimaurer einander auch geschäftlich unterstützen können, darf dies niemals der Hauptzweck einer Loge sein. Die Freimaurerei ist ein ethischer und philosophischer Bund, dessen Ziel es ist, den Menschen zu veredeln und nicht wirtschaftliche Vorteile zu erzielen. Beide großen Strömungen der Freimaurerei – regulär wie liberal – grenzen sich daher von Logen ab, die primär der Geschäftsanbahnung dienen.

### Fazit: Was ist echte Freimaurerei?
Der Unterschied zwischen einer legitimen Freimaurerloge und einer fragwürdigen Organisation liegt nicht in formalen Kriterien wie einem Patent, sondern vor allem in der inneren Qualität der Arbeit. Eine echte Freimaurerloge, sei sie regulär oder liberal, zeichnet sich aus durch:
- Einhaltung freimaurerischer Grundprinzipien (Arbeit in den symbolischen Graden, rituelle Praxis, Weitergabe von Wissen)
- Einweihung durch erfahrene Freimaurer mit einem symbolischen und ethischen Lehrsystem
- Verpflichtung zu humanitären, ethischen und philosophischen Werten
- Fehlen kommerzieller oder politischer Absichten

Eine Loge, die diese Kriterien erfüllt – ob sie nun aus einem bestehenden freimaurerischen Verband entstanden ist oder durch sieben Freimaurer das Licht entzündet wurde – kann als echte freimaurerische Körperschaft betrachtet werden.
Dagegen bleibt eine Loge, die primär Geld verdient, Grade verkauft oder als reines Business-Netzwerk dient, keine Freimaurerei im eigentlichen Sinne.
In diesem Punkt sind sich sowohl reguläre als auch liberale Freimaurer einig: Freimaurerei ist kein Geschäftsmodell, sondern eine Schule der Menschlichkeit.